# Richardsonius egregius
Richardsonius egregius és una espècie de peix de la família dels ciprínids i de l'ordre dels cipriniformes.
Els adults poden assolir 17 cm de longitud total. És un peix d'aigua dolça i de clima temperat que es troba a Nord-amèrica.